# Liste d'écrivains irakiens
Cette liste d’écrivains irakiens, non exhaustive, à compléter, recense, depuis l’islamisation, en toute langue, en tout lieu, les écrivains du pays (de tout statut (citoyenneté, résidence, clandestinité, autre))  ou de la diaspora, ou qui revendiquent au moins partiellement leur appartenance à la culture irakienne. Elle intègre surtout des auteurs de langue arabe et des langues minoritaires (kurde, arménien, persan, azéri, turc ottoman, autres), mais aussi de langues importées (anglais, français, autres) ou des diasporas. Sont exclus ceux qui relèvent de littératures antiques ou anciennes (grec, hébreu, syriaque, etc.).

## 500
- Adi ibn Zayd (vers 550-600), érudit, poète (arabe, persan), aveugle
- Al-Akhtal (640-710), chrétien, poète
- Abu Amr Ibn al-Alâ' (689-770), grammairien, lexicographe, poète

## 700
- Al-Mufaddal (vers 700-780), philologue, linguiste, anthologiste, transmetteur, Les poèmes choisis de Mufaddal
- Rabia al Adawiyya (713-801), arabe, poétesse, mystique, soufi
- Bashâr Ibn Burd (714-786), poète (arabe, persan)
- Aboû Nouwâs (~747-815), poète de langue arabe
- Abū al-ʿAtāhiyya (748-825), poète
- Abbas Ibn al-Ahnaf (750-808), poète
- Ziriab (789-857), kurdo-perse, musicien (luth/oud), érudit, poète

## 800
- Al-Kindi (801-873)
- Ibn Al-Roumi (836-896), chrétien, poète, satiriste
- Ibn Duraid (837-934), poète, géographe, généalogiste, lexicographe, philologue
- As-Suli (vers 854-946), poète, auteur, joueur de chatrang (échecs)
- Mansur al-Hallaj (858-922), mystique sunnite soufi iranien, poète (traduction par Massignon)
- Ibn Dawoud (868-909), poète, juriste zâhirite
- Abu al-Faraj al-Isfahani (897-967), érudit, historien, poète, Livre des Chansons (Kitâb al-Aghânî)

## 900
- Nasir al-Dawla (900 ?-969), deuxième dirigeant hamdanide de l'émirat de Mossoul
- Al-Mutanabbi (915-965), arabe, poète, assassiné
- Ali Sayf al-Dawla (916-967), arabe, chef d’armée de mercenaires, fondateur de l’émirat chiite d’Alep
- Abou Firas al-Hamdani (932-968), prince, chevalier, poète
- Adhud ad-Dawla Fanna Khusraw (936-983), émir d’Irak en 978
- Alhazen (vers 965-1040)
- Abu-l-Ala al-Maari (973-1057), arabe, poète

## 1000
- Al-Qa'im (1001-1075), calife (44 ans)
- Al-Hariri (1054-1112), érudit, juriste, poète
- Al-Muqtadi (1056-1094), calife
- Amin al-Dawla ibn al-Tilmidh (1073-1165), chrétien nestorien, médecin, poète, musicien, théologien, Grande pharmacopée
- Abd al Qadir al-Jilani (1077, 1166), d'origine perse, prédicateur hanbali, juriste, fondateur de la confrérie soufi Qadiriyya, poète
- Al-Mustazhir (1078-1118), calife, au contact des croisés
- Al-Mustarchid (1092-1135), calife, orateur
- Al-Muqtafi (1096-1160), calife
- Bohadin (1115-1234), kurde, érudit, juriste
- Abdul Razzaq Gilani (en) (1134-1207), d'origine perse, sunnite, théologien hanbali, juriste, mystique, soufi, poète
- Yaqout al-Rumi (1178-1229), d’origine syrienne, érudit, encyclopédiste, géographe, biographe
- Ibn Abi al Hadid (1190-1258), érudit mutazile, théologien, juriste shaféite
- Ibn Daniyal (1248-1310), ophtalmologue, écrivain (théâtre d'ombres arabe)
- Ibn al-Ṭiqṭaqī (1262-1309), chiite, porte-parole, historien

## 1400
- Fuzouli (Fuzûlî, 1494-1556), poète (azéri, persan, arabe, turc)

## 1500
- Asenath Barzani (1590-1670), érudite judéo-kurde, rabbine, école talmudique

## 1700
- Nâlî (1797-1856), kurde, poète : école de Nalî, ou école Babanî

## 1800
- Salim (poète) (en) (1800-1866), en ghazal ou en quatrains
- Mahmud al-Alusi (en) (1802-1854), poète, mufti, enseignant
- Abdul Ghafar al-Akhras (en) (1804-1873), poète ottoman, calligraphe, auteur de proverbes
- Mawlawi Tawagozi (en) (1806-1882), kurde, poète (gorani, arabe, persan)
- Kurdî (poète) (en) (1806/1812-1850), kurde, poète
- Haji Qadir Koyi (en) (1817-1897), kurde, poète

## 1830
- Mahwi (en) (1830-1906), kurde, soufi, poète
- Abou Bakr Effendi (1835-1880), cadi, juriste musulman, d’origine kurde, actif au Cap (Afrique du Sud)
- Riza Talabani (en) (1835-1910), kurde, poète (en arabe, kurde, persan)
- Wafayi (en) (1844-1902), kurde, poète
- Muhammad Sa'id al-Habboubi (en) (1849-1915), poète, juriste, marchand

## 1850
- Jamil Sidqi al-Zahawi (en) (1863-1935), poète, philosophe, féministe
- Mulla Effendi (en) (1863-1942), kurde, érudit musulman, philosophe islamique, astronome, politique
- Ahmed Mahmoud Al-Fakhry (en) (1863-1926), poète, interprète, auteur, juge
- Piramerd (en) (1867-1950), kurde, poète, journaliste (Jîyan)
- Muhammad Hasan Abi al-Mahasin (en) (1875-1923), poète, politique
- Maruf al Rusafi (en) (1875-1945), poète, éducateur, universitaire
- Khalil Sakakini (1878-1953), famille syro-libanaise chrétienne orthodoxe, poète, écrivain, essayiste, politique

## 1880
- Hidir Lutfi (en) (1880-1959), poète, de famille turque de Konya
- Hijri Dede (en) (1881-1952), turkmène kakaï, poète (turc, persan, kurde)
- Abd al-Hussein al-Hilli (en) (1883-1956), poète, juriste, éducateur
- Khairi Al-Hindawi (en) (1885-1957), poète, gouverneur
- Muhammad Sadiq Hassan (en) (1886-1967), de famille arabo-turkmène de Kirkuk, poète, enseignant
- Asim Hafidh (en) (1886-1978), peintre, éducateur, auteur
- Mohammed Ridha Al-Shabibi (en) (1889-1965), poète, enseignant, politique, auteur

## 1890
- Saleh al-Badri (en) (1893-1943), poète, traducteur, romancier
- Ahmad al-Safi al-Najafi (en) (1897-1977), Al-Amwāj (Les Vagues, 1932)
- Muhammad Mahdi al-Jawahiri (en) (1899-1997), poète

## 1900
- Abdul Karim Mudarris (en) (1901-2005, Nami), kurde, poète (arabe et kurde), traducteur, juriste islamique, mufti
- Jaʻfar al-Khalili (1903-1985)[1], poète
- Abdullah Goran (en) (1904-1962), kurde, poète, traducteur
- Dhu'l Nun Ayyoub (1908-1996)[2]

## 1910
- Mir Basri (en) (1911-2006), juif irakien, journaliste, économiste, poète
- Ignace Jacques III d'Antioche (1912-1980),  patriarche de l’Église syriaque orthodoxe d’Antioche
- Safa Khulusi (en) (1917-1995), historien, romancier, poète, journaliste
- Fatina al-Na'ib (en) (1917-1993), poétesse, enseignante
- Didar (poète) (en) (1918-1948), kurde, poète, Ey Reqîb
- Rabab al-Kazimi (1918-1998), dentiste, poétesse
- Jabra Ibrahim Jabra (1919-1994), palestino-irakien, romancier, poète, critique, dramaturge, mémorialiste, peintre

## 1920
- Fayak Bekas (1920 ?- ?), kurde, poète
- Ya'qub Bilbul (en) (1920-2003), juif irakien, écrivain (en arabe), nouvelliste, romancier, émigré en Israël en 1951, La Veuve, La Vision, Le Retour...
- Shākir Khuzbak (1920), nouvelliste, dramaturge, La maison conjugale (1962)
- 'Abd al-Malik al-Nūrī (1921-1992)
- Edmond Sabrī (1921-), nouvelliste, dramaturge, scénariste
- Ahmad Hardi (en) (1922-2006), kurde, poète
- Nazik al-Mala'ika (1922-2007), arabe, poétesse, vers-libriste
- Youssef Izz Al-Din (en) (1922-2013), poète, universitaire, romancier, historien (littérature)
- Nazik al-Malaika (1923-2007), poétesse
- Husain al-Radi (en) (1924-1963), peintre, poète
- 'Atika Wahbi al-Khazraji (en) (1924-1997), poétesse, éducatrice
- Amira Nur al-Din (en) (1925-2020), poétesse, universitaire
- Abd al-Wahhab Al-Bayati (en) (1926-1999), poète
- Buland Al Haydari (1926-1996), poète[3],[4]
- Mustafa Jamal al-Din (en) (1926-1996), poète, juge chiite, auteur
- Badr Shakir al-Sayyab (1926-1964), poète, traducteur
- Fu'ād al-Takarlī (1927-2008)[5], nouvelliste, al-Raj 'al-ba'īd (1980, L'écho lointain)
- Mohammad al-Shirazi (en) (1928-2001), référence religieuse, chiite, politique
- Naeim Giladi (1929-2010), juif, essayiste
- Lamia Abbas Amara (en) (1929-2021), syriaque, poétesse
- Shathel Taqa (1929-1974), poète, politique, diplomate
- Kāzim Jawwād (1929-), poète

## 1930
- Ali al-Sistani (1930-), ayatollah iranien, influent auprès de la communauté chiite d’Irak
- Mahdi Issa Al-Saqr (1930 - 2006), romancier, Vents d'est, vents d'ouest
- Safīra Jamīl Hāfiz (1931-), nouvelliste, romancière
- Hilāl Nazī (1931-), poète
- Kadhim Hayder (en) (1932-1985), peintre, décorateur, éducateur, poète, auteur
- Zaki al-Sarraf (en) (1932-1996), journaliste, poète (arabe, persan)
- Zuhur Dixon (en) (1933-2021), poétesse
- Ignace Zakka Ier Iwas d'Antioche (1933-2014), patriarche de l’Église syriaque orthodoxe
- Yousef Al Sayegh (en) (1933-2005), de famille chrétienne, poète, romancier, dramaturge
- Muthaffar al-Nawab (en) (1934-), poète, politique
- Mohammed Saïd Saggar (1934-2014), calligraphe, poète, journaliste, publicitaire, dramaturge
- Saadi Youssef (en) (1934-2021), poète, journaliste, politique, éditeur
- Daisy Al-Amir (en) (1935-), poétesse, auteure, romancière, The Waiting List: An Iraqi Woman's Tales of Alienation
- Salah Niazi (en) (1935-), poète, traducteur, nouvelliste, romancier, irako-britannique
- Salman Tumah (en) (1935-), poète, historien, auteur
- Saddam Hussein (1937-2006), politique, romancier, Zabiba et le Roi (2000), Forteresse fortifiée (2002), Les Hommes et la ville (2002), Partez, démons (2003)
- Samir Naqqash (1938-2004), juif israélien d’origine irakienne et d’expression arabe, romancier, nouvelliste, scénariste
- Abdul Rahman Majeed al-Rubaie (en) (1939-), romancier

## 1940
- Fadhil Al Azzawi (en) (1940-), poète, romancier
- Sherko Bekas (en) (1940-2013), kurde, poète
- May Muzaffar (1940-), poétesse, critique d’art, nouvelliste
- Nuha al-Radi (en) (1941-2004), femme, peintre, céramiste, diariste, Baghdad Diaries
- Hamid Said (en) (1941-), poète, journaliste, auteur
- Salima Salih (en) (1942), peintre, photographe, traductrice, journaliste, défenseure (droits humains), nouvelliste, romancière
- Mohammad Haydar (1942-), nouvelliste
- Omran Al-Kaysi (en) (1943-), artiste, poète, historien, critique d’art
- Abdul Kader El-Janabi (1943-), journaliste, poète, écrivain
- Sargon Boulus (1944-2007), de famille assyrienne, poète, traducteur, journaliste
- Abdulla Pashew (en) (1946-), kurde, poète
- Kareem Findi (1946-), kurde, poète, enseignant, journaliste, historien, politique
- Amal Al Zahawi (en) (1946-2015), poétesse
- Latif Halmat (en) (1947-), kurde, poète, journaliste
- Hussain Hindawi (en) (1947-), poète, auteur, éditeur, United Press International
- Jawad al-Assadi (en) (1947-), homme de théâtre, poète, Prix du Prince Claus 2004
- Fadhil Assultani (en) (1948-), journaliste, poète, traducteur, irako-britannique
- Itikal Al-Tai' (1949-), artiste plasticienne, présentatrice TV, critique de cinéma, romancière
- Šawqī ʿAbd al-Amīr (1949-), poète, journaliste, traducteur, diplomate
- Baqir al-Irawani (en) (1949-), érudit chiite, autorité religieuse, poète

## 1950
- Segal Al Rikabi (en) (1950-), poétesse, biologiste cellulaire, universitaire
- Nabeel Yasin (en) (1950-), poète, journaliste, politique
- Donny George Youkhanna (1950-2011), anthropologue, essayiste
- Sherzad Hassan (de) (1951-), kurde, poète, traducteur, nouvelliste, romancier, essayiste
- Salah Al Hamdani (1951-), poète, homme de théâtre, franco-irakien
- Ronny Someck (1951-), israélien, poète,  auteur, né à Bagdad
- Hatif Janabi (en) (1952-), poète, traducteur, auteur, irako-polonais
- Inaam Kachachi (1952-), journaliste, documentariste, romancière, de nationalité française (1996), Paroles d'Irakiennes : le drame irakien écrit par des femmes (2003), Si je t'oublie, Bagdad (2009), Dispersés (2016)
- Wafaâ Abd-al-Razzaq (1952-), poétesse, romancière, nouvelliste
- Jawdat Al-Qazwini (en) (1953-2020), universitaire
- Najiba Ahmad (en) (1954-), kurde, poète, traducteur, nouvelliste, romancier
- Ahmad Matar (1954-), poète, irako-britannique
- Najiba Ahmad (en) (1954-), kurde, poétesse, traductrice, écrivaine
- Adnan Al-Sayegh (en) (1955-), poète
- Adnan Mohsen (1955-), poète, traducteur
- Farouk Yousif (en) (1955-), poète, critique d’art
- Khalid al-Maaly (en) (1956-), poète, auteur, éditeur
- Jamal Jumá (en) (1956), dano-irakien, poète, traducteur
- Selim Matar (1956-), irako-suisse, romancier, sociologue, essayiste
- Samuel Shimon (1956-), assyrien, poète, romancier, irako-britannique, Un Irakien à Paris (2005)
- Bahira Abdulatif (en) (1957-), poétesse, traductrice, enseignante, écrivaine, irako-espagnole
- Sahar Taha (en) (1957-2018), musicienne, journaliste, libano-irakienne
- Kadhem Saher (1957-), auteur-compositeur-interprète
- Yahya Zaki Batat (1958-), journaliste, peintre, poète

## 1960
- Jalil Khazal (en) (1960-), poète, auteur (enfance), universitaire
- Hassan Mutlak (en) (1961-1990), poète, nouvelliste, romancier, exécuté
- Farhad Pirbal (en) (1961-), kurde, poète, chanteur, parolier, peintre, philosophe, romancier, essayiste
- Jalal Toufic (1962-), irako-palestinien, artiste, vidéaste, écrivain
- Mahmoud Fahmi Abboud (1962-), écrivain de littérature jeunesse, peintre
- Sady Awad Zaidi (1962-), écrivain, journaliste, éditeur, penseur, nouvelliste, dramaturge, romancier
- Husain al-Radi (en) (1963-), poète, peintre, politique
- Naseer Shamma (1963-), musicien (oud), éducateur, Maison du luth arabe (Le Caire), Prix Gusi de la Paix 2012
- Latif Yahia (en) (1964-), de famille kurde commerçante, homme d’affaires, écrivain, commentateur politique, double d’Oudaï Hussein
- Joseph Fadelle (1964-), de famille aristocrate chiite, converti au catholicisme, exilé (2001, France)
- Dunya Mikhail (1965-), poétesse, irako-américaine
- Alise Alousi (en) (1965-), poétesse, irako-américaine
- Bakhtiar Ali (1960/1966-), kurde, poète, romancier, intellectuel, critique littéraire, essayiste, Prix Nelly-Sachs 2017
- Kajal Ahmad (en) (1967-), kurde, poétesse
- Sinan Antoon (en) (1967-), traducteur, poète, universitaire, romancier
- Faleeha Hassan (en) (1967-), poétesse, irako-américaine
- Amal al-Jubouri (en) (1967-), journaliste, poétesse, traductrice, éditrice, Eheduanna, the Priestess of Exile (1999)
- Muhsin Al-Ramli (1967-), poète, journaliste, traducteur, romancier, irako-espagnol
- Zainab Salbi (1969-), humanitaire, présentatrice, auteure, fondatrice et ancienne présidente (1993-2011) de l'association Women for Women International

## 1970
- Bassim al-Ansar (en) (1970-), poète
- Ali Ghadeer (en) (1971-), journaliste, poète, nouvelliste
- Zainab Al-Suwaij (en) (1971-), irako-américaine, fondatrice de l’Congrès Islamique Américain (en) (2001)
- Hassan Blasim (en) (1973-)[6], irako-finlandais, auteur (arabe), réalisateur, Majnun sahat al-hurriyya (Le fou de la place de la Liberté)
- Ghassan Hamdan (en) (1973-), poète, traducteur, chercheur
- Abbas Khadir (en) (1973-), poète, auteur, irako-allemand, Prix Adalbert-von-Chamisso, Prix Nelly-Sachs, Mainzer Stadtschreiber 2017
- Salam Pax (1974-), journaliste, blogueur
- Choman Hardi (en) (1974-), kurde, poète, peintre, traducteur
- Anas Abdul Samad (1975-), dramaturge[7],[8]
- Ali Bader (1979-),  romancier, dramaturge, essayiste, poète et scénariste irano-irakien
- Riverbend (blogueur) (1979-), blogueur (Baghdad Burning, 2003)

## 1980
- Tamara Al Saadi (1986-), dramaturge[9],[10]
- Aliyeh Ataei (1980-), romancière et scénariste
- Raed Jarrar (1980 ?), irako-américain, architecte, blogueur
- Abdulameer Yousef Habeeb (en) (1980 ?), calligraphe, en exil
- Sara Omar (1986-), poétesse, romancière, dano-kurde
- Omar Mohammed (en) (1986-), historien, journalisme citoyen, blogueur (Mosul Eye)
- Ali Thareb (1988-)[11]

## 1990
- Kadhem Khanjar (1990-), Marchand de sang (2017)
- Aya Mansour (en) (1992-), poétesse, journaliste, auteure